# III Premis de la Unión de Actores
La III edició dels Premis de la Unión de Actores, corresponents a l'any 1993, concedits pel sindicat d'actors Unión de Actores y Actrices, va tenir lloc el 7 de febrer de 1994 al Teatro Albéniz de Madrid. El director de l'acte fou Juan Luis Iborra. L'acte es va veure interromput a l'exterior per una manifestació d'afectats pels habitatges de la cooperativa PSV.

## Guardons

### Premi a Tota una vida
- Manuel Alexandre

### Premi Especial
- Sales alternatives de teatre

### Cinema

#### Millor interpretació protagonista
| Actor/Actriu    | Pel·lícula      | Resultat   |
| --------------- | --------------- | ---------- |
| Juan Echanove   | Madregilda      | Candidat   |
| Verónica Forqué | Kika            | Candidata  |
| Emma Suárez     | La ardilla roja | Guanyadora |

#### Millor interpretació secundària
| Actor/Actriu      | Pel·lícula             | Resultat  |
| ----------------- | ---------------------- | --------- |
| María Barranco    | La ardilla roja        | Candidata |
| Rossy de Palma    | Kika                   | Candidata |
| Fernando Valverde | Sombras en una batalla | Guanyador |

#### Millor interpretació revelació
| Actor/Actriu     | Pel·lícula                    | Resultat  |
| ---------------- | ----------------------------- | --------- |
| Anabel Alonso    | Los ladrones van a la oficina | Candidata |
| Natalia Menéndez | Nosferatu                     | Candidata |
| Nancho Novo      | La ardilla roja               | Guanyador |

### Televisió

#### Millor interpretació protagonista
| Actor/Actriu          | Sèrie de televisió            | Resultat  |
| --------------------- | ----------------------------- | --------- |
| Fernando Fernán Gómez | Los ladrones van a la oficina | Candidat  |
| Alfredo Landa         | Lleno, por favor              | Candidat  |
| Francisco Rabal       | Una gloria nacional           | Guanyador |

#### Millor interpretació secundària
| Actor/Actriu      | Sèrie de televisió            | Resultat  |
| ----------------- | ----------------------------- | --------- |
| Anabel Alonso     | Los ladrones van a la oficina | Candidata |
| Cesáreo Estébanez | Farmacia de guardia           | Guanyador |
| Miguel Molina     | Lleno, por favor              | Candidat  |

### Teatre

#### Millor interpretació protagonista
| Actor/Actriu | Obra de teatre           | Resultat   |
| ------------ | ------------------------ | ---------- |
| Carme Elias  | La doble inconstancia    | Guanyadora |
| Ana Marzoa   | Un tranvía llamado deseo | Candidata  |
| Nancho Novo  | Nosferatu                | Candidat   |

#### Millor interpretació secundària
| Actor/Actriu       | Obra de teatre           | Resultat   |
| ------------------ | ------------------------ | ---------- |
| Sonsoles Benedicto | Tristana                 | Candidata  |
| Natalia Dicenta    | Un tranvía llamado deseo | Guanyadora |
| Juan Matute        | Nosferatu                | Candidat   |